# Franz Carl Mertens

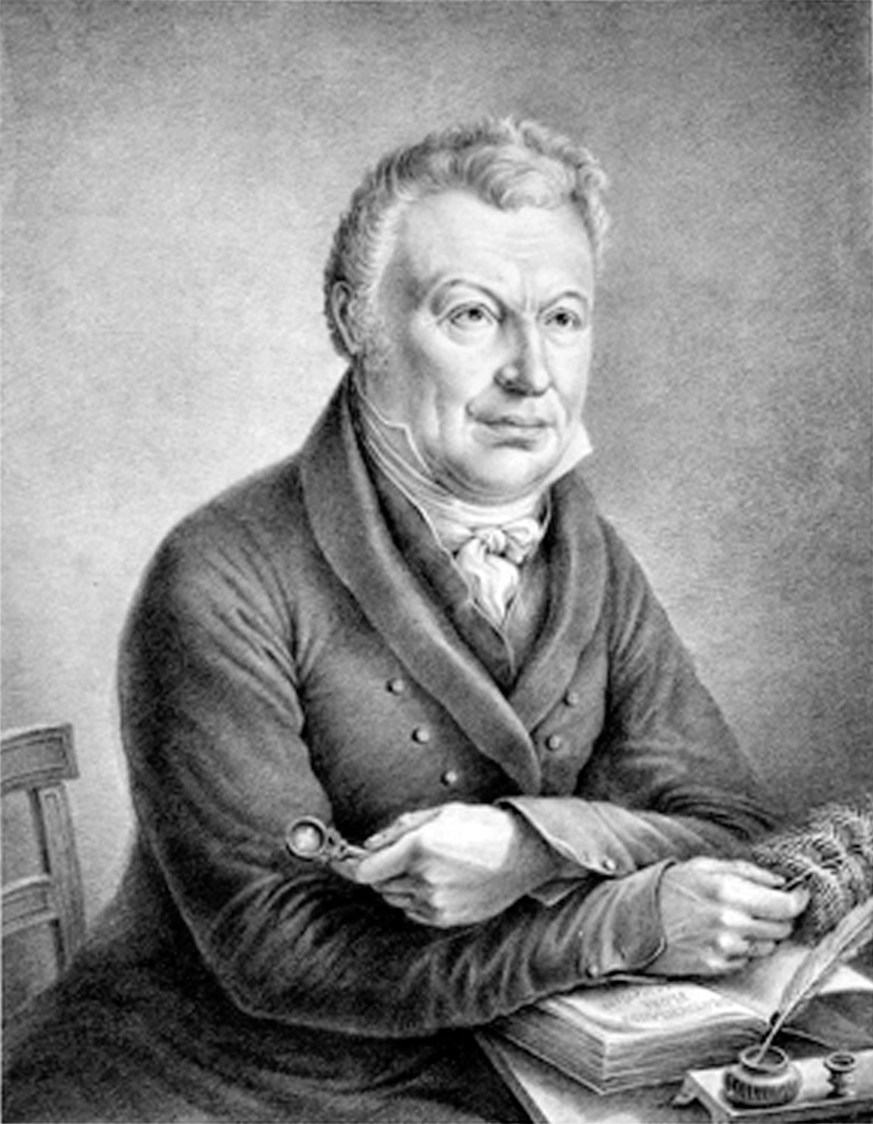
franz carl mertens

Franz Carl Mertens  (Bielefeld, 3 de abril de 1764 - Bremen, 19 de junho de 1831) foi um botânico alemão.
Seu pai, Clamor Mertens,  era de origem nobre porém pobre. Mertens estudou  teologia e línguas na   Universidade de Halle, obtendo um posto na escola politécnica de  Bremen. Dedicou todo o seu tempo livre ao estudo da botânica. Graças a um amigo comum, encontra o botânico Albrecht Wilhelm Roth (1757-1834) em Oldenburg. Os dois viajam juntos, com Mertens se dedicando ao estudo das algas.

## Fonte
- (em inglês) Institut Hunt